# Nepeta hindostana
Nepeta hindostana là một loài thực vật có hoa trong họ Hoa môi. Loài này được (B.Heyne ex Roth) Haines mô tả khoa học đầu tiên năm 1922.